# Edenthorpe
Edenthorpe – wieś w Anglii, w hrabstwie ceremonialnym South Yorkshire, w dystrykcie metropolitalnym Doncaster. Leży 33 km na północny wschód od miasta Sheffield i 236 km na północ od Londynu.